# بيل لي (كاتب)
بيل لي (بالإنجليزية: Bill Lee)‏ هو كاتب أمريكي، ولد في 8 أكتوبر 1954 في سان فرانسيسكو في الولايات المتحدة.